# Sambassadeur
Sambassadeur är ett svenskt popband från Göteborg, som startades 2003. Namnet Sambassadeur kommer från Serge Gainsbourgs låt "Les Sambassadeurs".

## Medlemmar
- Anna Persson, sång och gitarr
- Daniel Tolergård, bas
- Daniel Permbo, sång och gitarr
- Joachim Läckberg, gitarr.

## Diskografi

### Album
- Sambassadeur (2005)
- Migration (2007)
- European (2010)
- Survival (2019)

### EP
- Between the Lines (2005)
- New Moon (2005)
- Coastal Affairs (2006)

### Singlar
- Ice & Snow (2005)
- Subtle Changes (2007)
- Final Say (2008)
- Days (2010)
- Foot of Afrikka (2019)
- Stuck (2019)